# Lichas

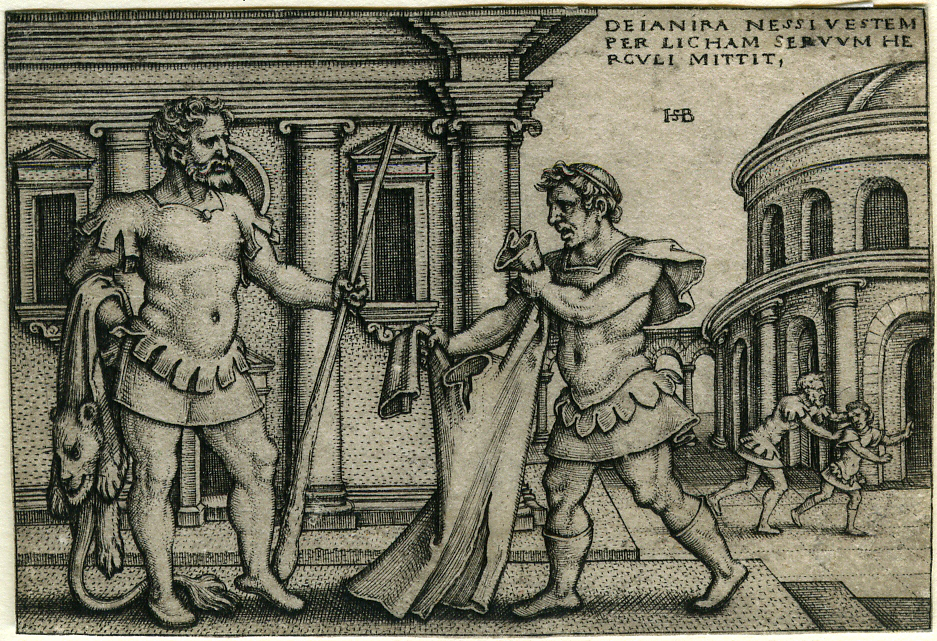
Lichas apportant à Héraclès la tunique de Nessos, gravure de Hans Sebald Beham pour les Travaux d'Hercule (1542-1548)

Dans la mythologie grecque, Lichas est un compagnon d'Héraclès.
Envoyé par son maître à Trachis, c'est lui qui apprend à Déjanire l'amour du héros pour Iole, fille du roi Eurytos. Déjanire le charge alors de remettre à son mari la tunique empoisonnée de Nessos, qu'elle croit contenir un philtre puissant. Mais sitôt qu'il la revêt, Héraclès sent son corps se consumer. Pensant à une perfidie de Lichas, il l'attrape par le pied, le fait tournoyer et le précipite dans la mer Eubée.
Selon Ovide, un rocher se forme à l'endroit de sa chute, auquel on donne son nom.

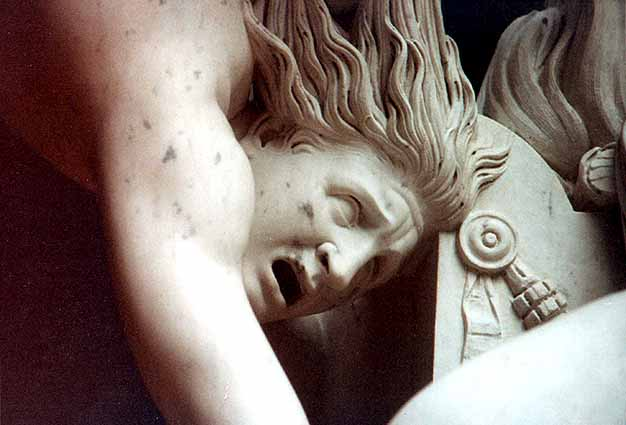
Héraclès précipitant Lichas dans la mer Eubée. Antonio Canova, Galleria Nazionale d'Arte Moderna, Rome

## Sources
- Pseudo-Apollodore, Bibliothèque [détail des éditions] [lire en ligne] (II, 7, 7).
- Diodore de Sicile, Bibliothèque historique [détail des éditions] [lire en ligne] (IV, 38).
- Hygin, Fables [détail des éditions] [(la) lire en ligne] (XXXVI).
- Ovide, Métamorphoses [détail des éditions] [lire en ligne] (IX, 155-225).
- Sophocle, Les Trachiniennes [détail des éditions] [lire en ligne] (passim).